# クロス子爵
クロス子爵（英: Viscount Cross）は、かつて存在したイギリスの子爵位。保守党の政治家リチャード・クロスが1886年に叙されたことに始まるが、第3代クロス子爵アシェトン・クロスの死をもって2004年に廃絶した。

## 歴史

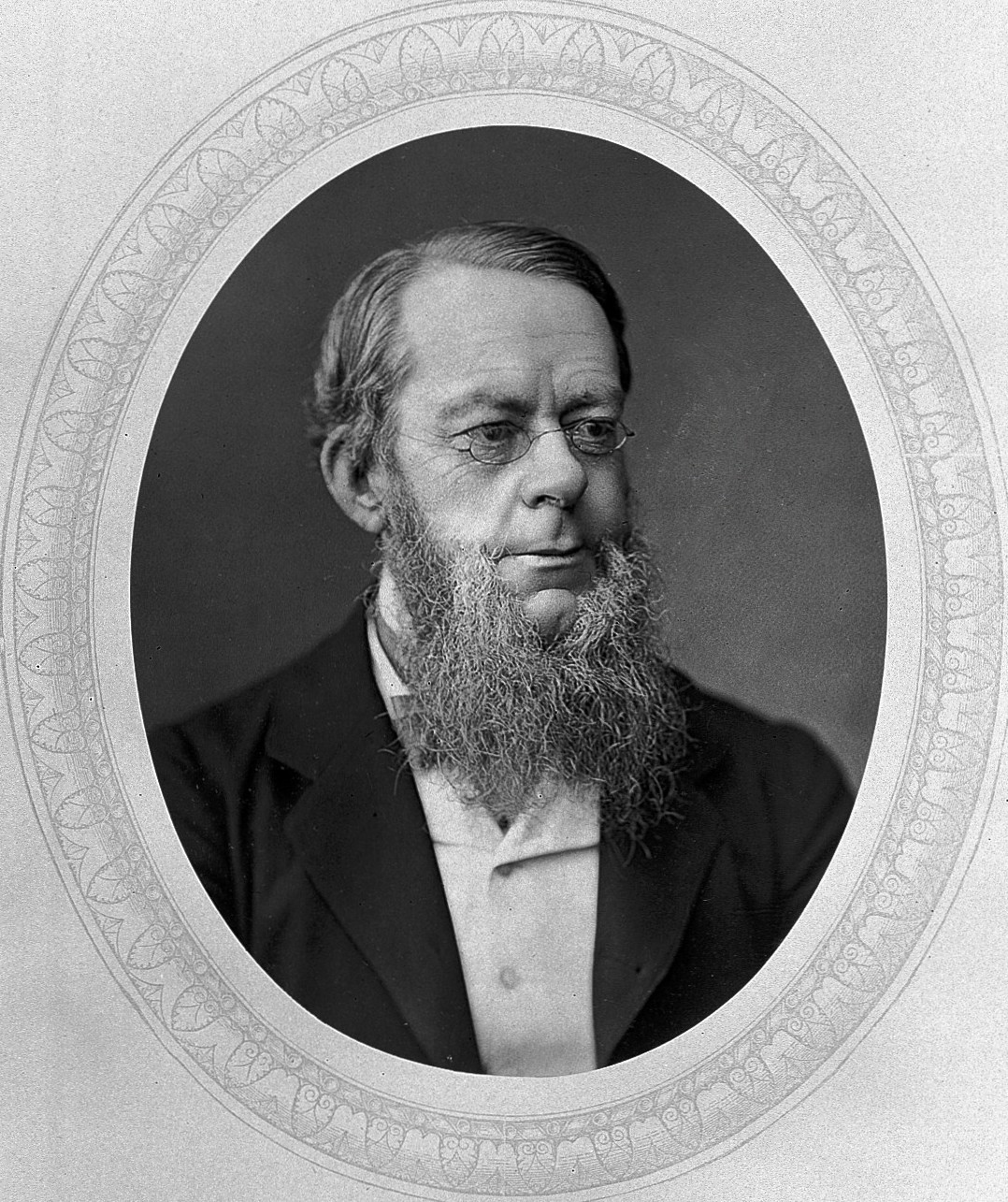
初代子爵リチャード・クロス

リチャード・クロス(1823-1914)はヴィクトリア朝の保守党政権下で閣僚職を歴任した政治家で、第二次ディズレーリ内閣及び第一次ソールズベリー侯爵内閣下の内務大臣を務めた。クロスは第二次ソールズベリー内閣でも引き続いてインド大臣として入閣したのち、その在職中の1886年8月19日に連合王国貴族としてランカスター州ブロートン・イン・ファーネスのクロス子爵(Viscount Cross, of Broughton-in-Furness in the County of Lancaster)に叙された。彼の息子ウィリアム(1856-1892)もリヴァプール選挙区選出の庶民院議員を務めたが、1892年に腸チフスで父に先んじて没したために爵位を継承できなかった。そのため、初代子爵ののちはその孫リチャードが爵位を相続している。
2代子爵リチャード(1882–1932)は官僚で大蔵省政務次官を務めた。彼が1932年に亡くなると、爵位は長男アシェトンが継承した。
しかし、3代子爵アシェトン(1920–2004)には息子がおらず、彼以外に爵位を継承できる有資格者もいなかったために、彼の死をもって2004年に爵位は廃絶した。

## クロス子爵（1886年）
- 初代クロス子爵リチャード・アシェトン・クロス (1823–1914)
  - ウィリアム・ヘンリー・クロス（英語版） (1856–1892)
- 第2代クロス子爵リチャード・アシェトン・クロス（英語版） (1882–1932)
- 第3代クロス子爵アシェトン・ヘンリー・クロス (1920–2004)（2004年にクロス子爵位廃絶）